# Tomasz Mazur (śpiewak)
Tomasz Mazur – polski śpiewak, baryton.
Ukończył studia w Akademii Muzycznej w Poznaniu w klasie śpiewu u prof. Leonarda Mroza w 1998 roku. W 1997 roku został solistą Teatru Wielkiego w Poznaniu.
Oprócz ról operowych występuje na estradach filharmonicznych, wykonując pieśni. W 2000 r. otrzymał III nagrodę na VI Ogólnopolskim Konkursie Wokalistyki Operowej im. Adama Didura w Bytomiu. W tym samym roku zajął II miejsce na Międzynarodowym Konkursie Wokalnym w Budapeszcie. W roku 2001 otrzymał nominację do Nagrody Artystycznej Miasta Poznania.